# Nathalie Álvarez Mesén
Nathalie Álvarez Mesén, född 1988 i Stockholm, är en svensk-costaricansk regissör, manusförfattare och filmproducent.
Álvarez Meséns föräldrar träffades i Sverige. Hennes far kom till Sverige från Uruguay under 1970-talet och hennes mor kom till Sverige från Costa Rica via Sovjet där hon studerade till ingenjör. Álvarez Meséns är född i Stockholm, flyttade till Costa Rica med familjen som 7-åring och återvände till Sverige 2006, vid 18 års ålder. Hon är utbildad vid Fridhems folkhögskola i Svalöv mellan 2008 och 2010 och gick sedan mimskådespeleriprogrammet vid Stockholms dramatiska högskola 2010–2013. 2018 avlade hon en Master of Fine Arts vid Columbia Universitys Graduate Film Program i New York. Hon har även studerat socialantropologi.
Efter att ha skapat åtta kortfilmer mellan 2011 och 2020 långfilmsdebuterade hon 2021 med Clara Sola. Filmen skildrar en kvinnas sexuella uppvaknande, utspelar sig på den costaricanska landsbygden och mötte god kritik. Clara Sola nominerades till nio Guldbaggar vid Guldbaggegalan 2022 varav den vann fem och Álvarez Mesén vann i kategorierna Bästa regi och Bästa manus. Filmen utsågs även till Costa Ricas bidrag till Oscar för bästa internationella långfilm.